# Iron Bridge
Ironbridge je první litinový most na světě a symbol průmyslové revoluce. Nachází se v hrabství Shropshire v Anglii asi 8 km od Telfordu ve stejnojmenném městečku Ironbridge a vede přes řeku Severn. Řeka prochází údolím Coalbrookdale, kde byla objevena rozsáhlá ložiska uhlí. Na počátku 18. století zde Abraham Darby I. založil železárny a realizoval řadu vynálezů zlepšujících kvalitu a rychlost výroby litiny.
Jeho potomek Abraham Darby III. získal v roce 1776 svolení od krále Jiřího III. postavit ke svým železárnám most. Most navrhl architekt Thomas Farnolls Pritchard a k jeho stavbě využil samozřejmě litiny z Coalbrookdaleských železáren.
V roce 1934 byl uzavřen pro vozidla a v roce 1950 i pro chodce. V letech 1999–2000 prošel důkladnou rekonstrukcí a dnes opět slouží k původnímu účelu a obdivu turistů. Od roku 1986 se Ironbridge Gorge, tedy most s přilehlým údolím řeky Severn, nachází na Seznamu světového dědictví UNESCO.

## Technická data
Most byl postavený v letech 1777–1779, jeho vlastní montáž trvala tři měsíce. Jeho délka je 60 m a hlavní oblouk má rozpětí 30,5 m. Hmotnost hlavních oblouků se pohybuje kolem pěti tun a celková hmotnost použité litiny dosahuje 378,5 t.